# Cyclops columbianus
Cyclops columbianus – gatunek widłonoga z rodziny Cyclopidae, nazwa naukowa gatunku została po raz pierwszy opublikowana w 1956 roku przez szwedzkiego zoologa Knuta Lindberga. Gatunek ten został ujęty w Katalogu Życia.